# 古早刺面介
古早刺面介（学名：Spinileberis furuyazsis）为浪花介科刺面介屬下的一个种。